# Oedemera barbara

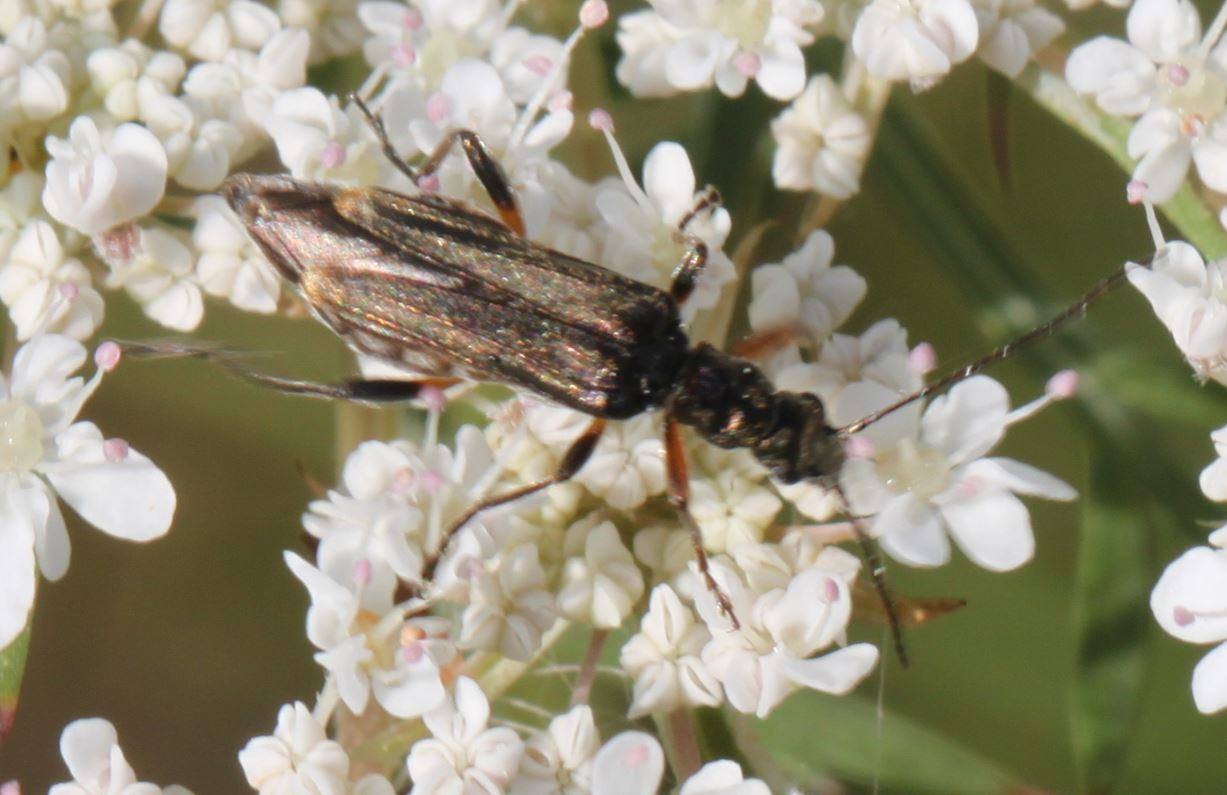
Oedemera barbara, Dorsalansicht

Oedemera barbara ist ein Käfer aus der Familie der Scheinbockkäfer (Oedemeridae).

## Merkmale
Die Käfer werden 7–10 mm lang, sie besitzen eine dunkle Grundfärbung. Die gold- bis kupferfarben schimmernden Deckflügel sind nach hinten stark verschmälert und klaffen auseinander. Die Spitzen der Deckflügel sind hellbraun gefärbt. Im Gegensatz zu der auf Sizilien und in Nordafrika vorkommenden Art Oedemera algerica ist der Hinterrand des Halsschildes schmal gelb gefärbt. Die Beine sind hellrot gefärbt. Die apikale Hälfte der Femora der beiden hinteren Beinpaare ist dunkel gefärbt. Die hinteren Femora der Männchen sind im Gegensatz zu den Weibchen verdickt.

## Verbreitung
Das Verbreitungsgebiet der Käferart erstreckt sich von der Iberischen Halbinsel über den westlichen und zentralen Mittelmeerraum bis nach Griechenland.

## Lebensweise
Die Imagines sitzen oft auf blühenden Pflanzen, auf denen sie Pollen fressen. Die Larven entwickeln sich in Stängeln von krautigen Pflanzen und ernähren sich vom Pflanzengewebe. 

## Taxonomie
In der Literatur finden sich folgende Synonyme:
- Necydalis barbara Fabricius, 1792